# Nothofagus alpina
Nothofagus alpina är en tvåhjärtbladig växtart som först beskrevs av Eduard Friedrich Poeppig och Stephan Ladislaus Endlicher, och fick sitt nu gällande namn av Anders Sandøe Ørsted (Oerst.). Nothofagus alpina ingår i släktet Nothofagus och familjen Nothofagaceae. Inga underarter finns listade i Catalogue of Life.

## Bildgalleri

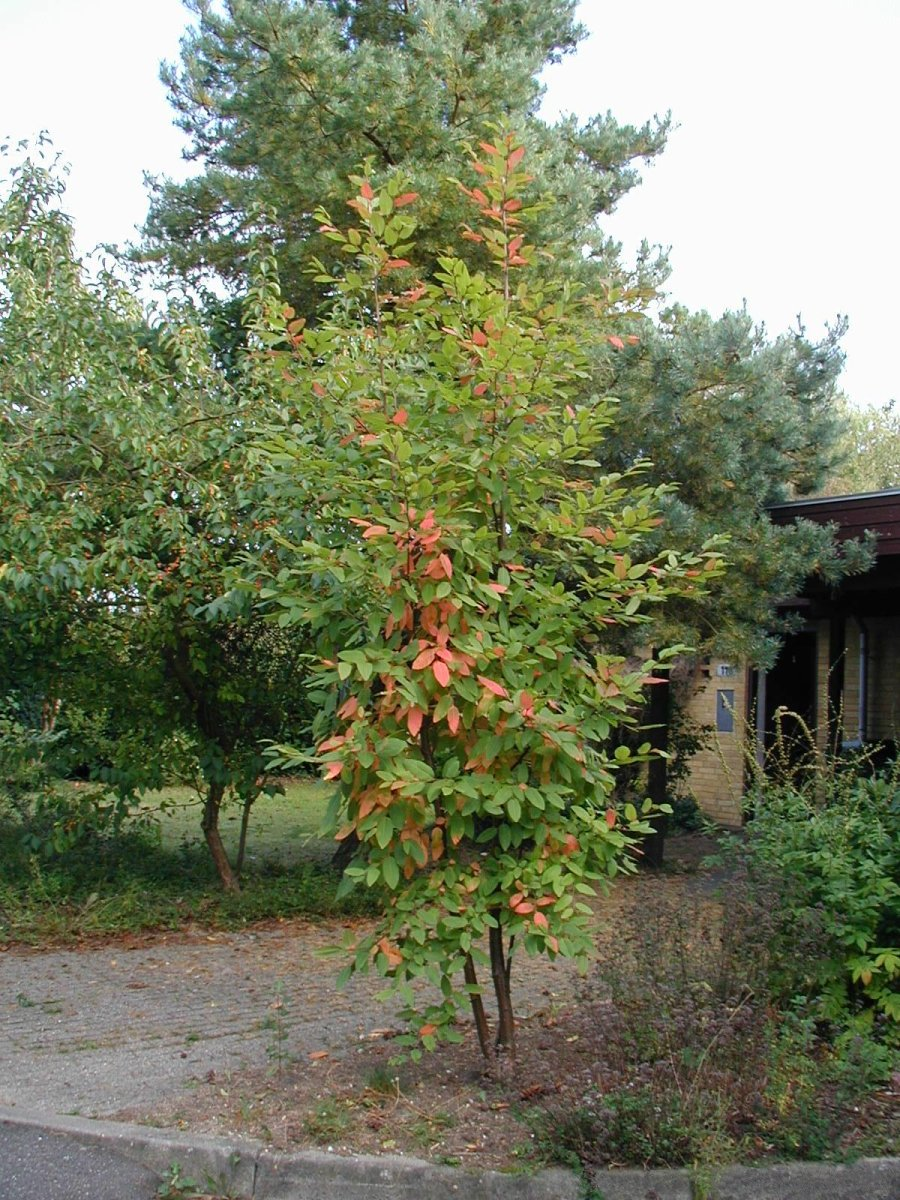
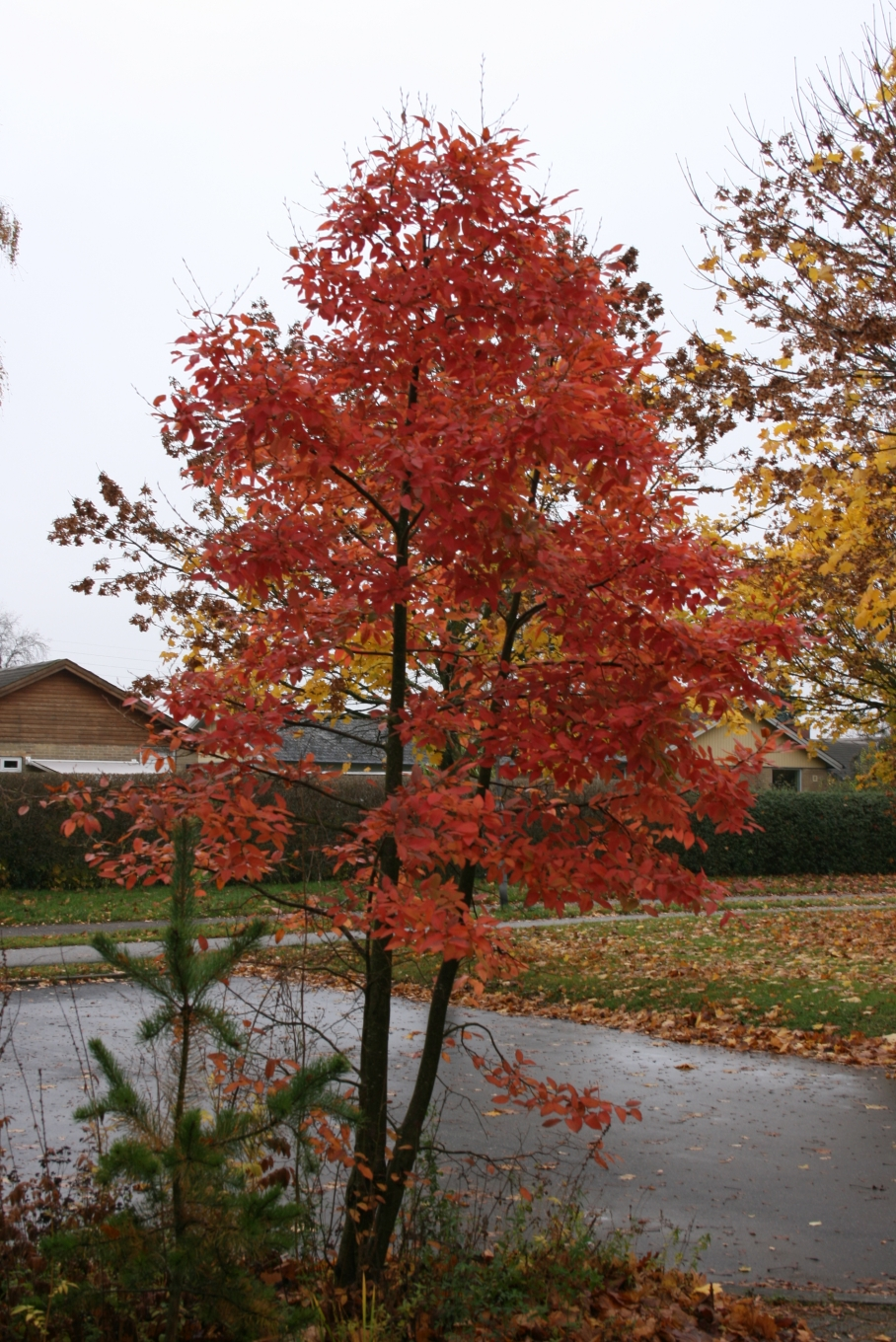
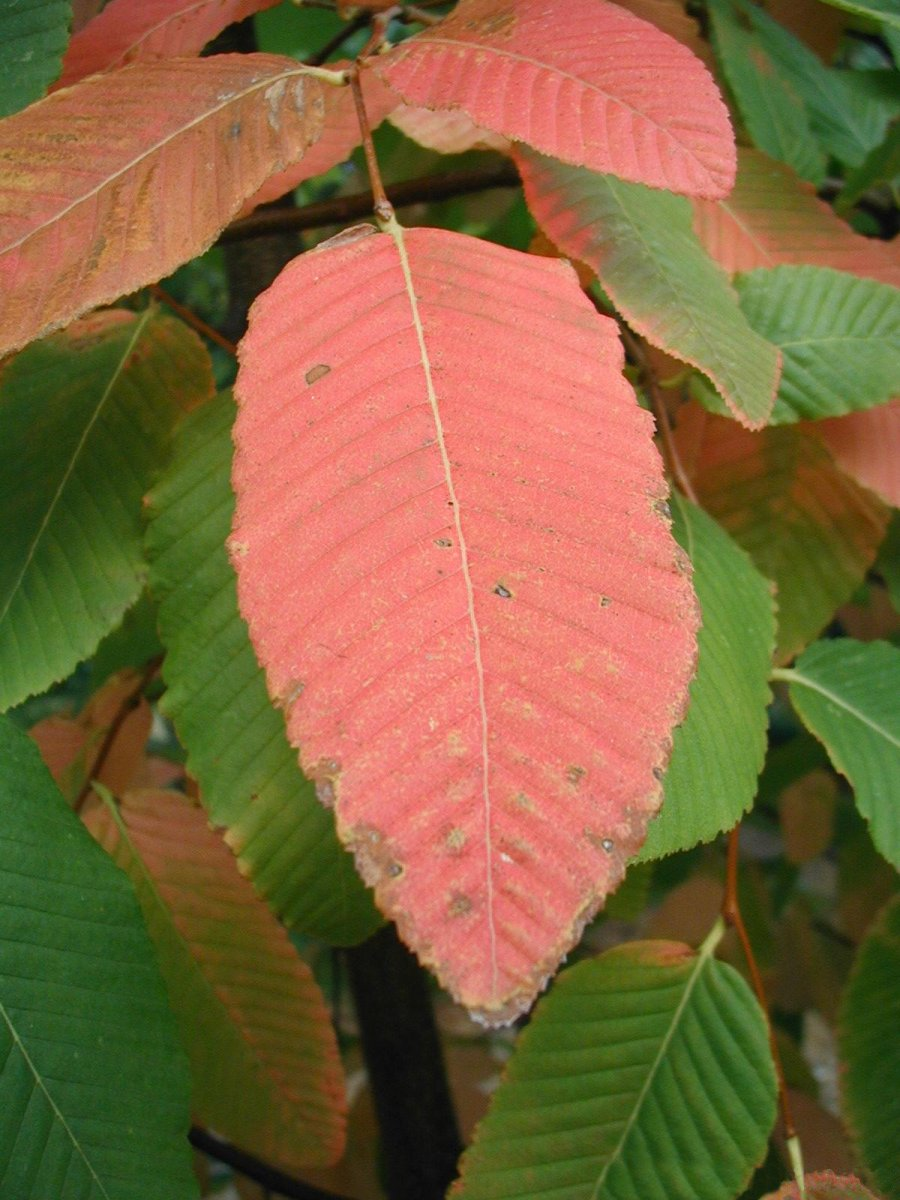
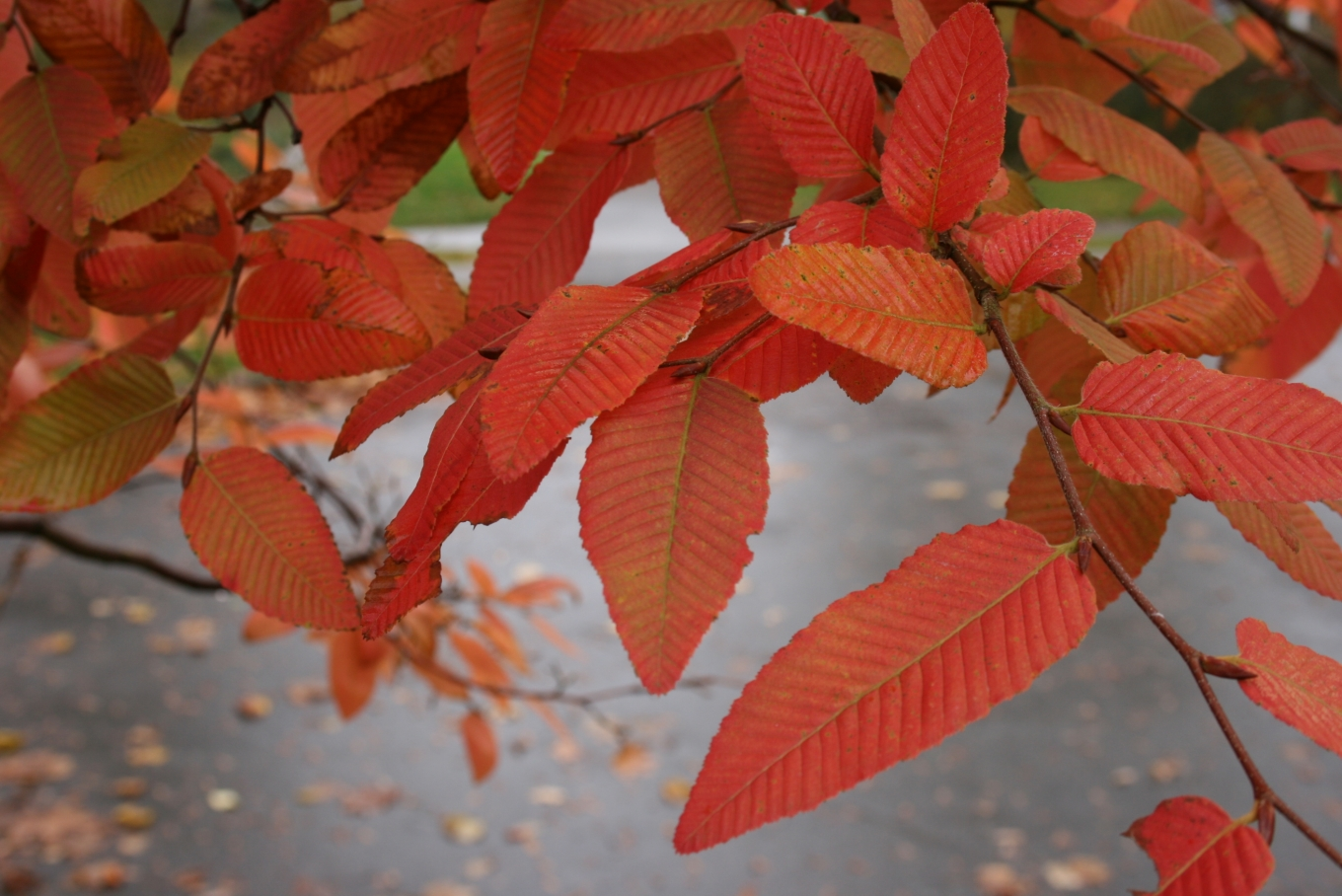
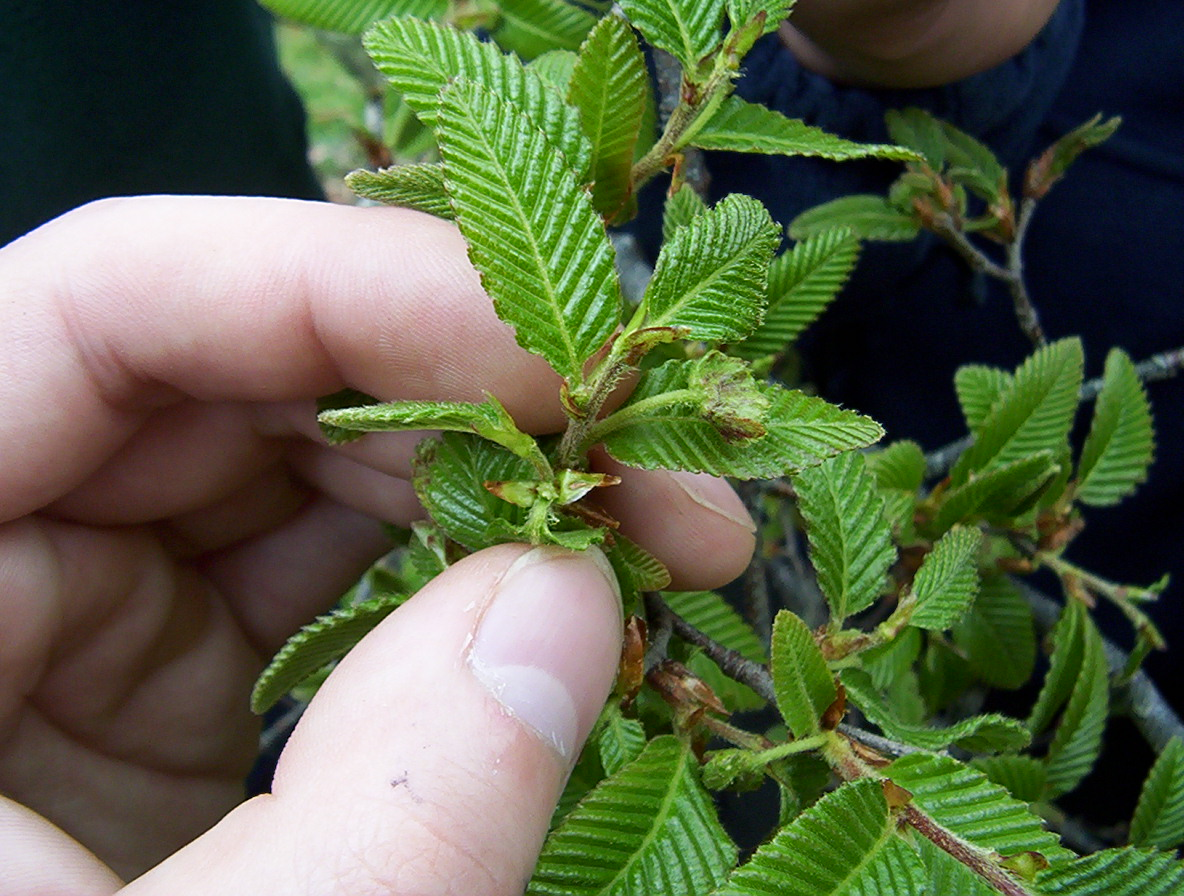
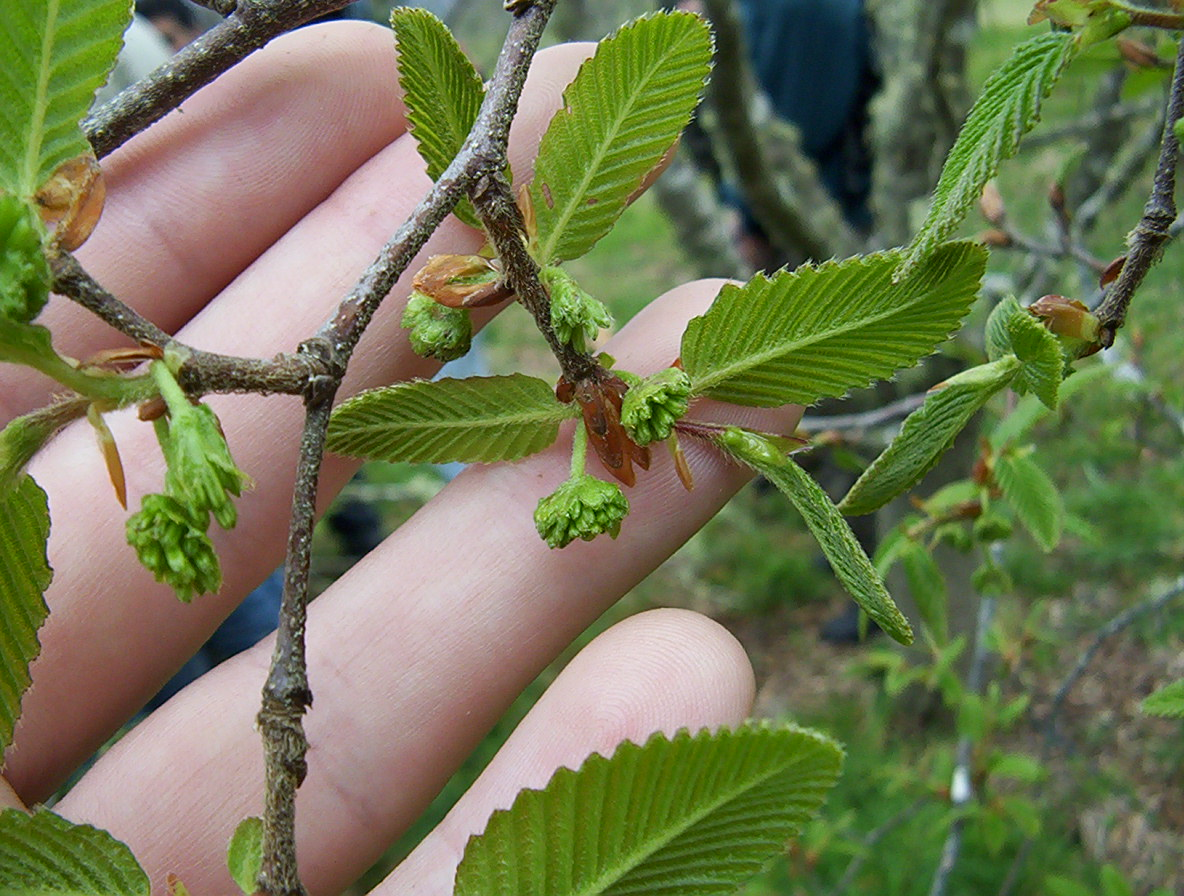